# Gösta Girgensohn
Gösta Herman Sigfrid Girgensohn, född 8 februari 1897 i Uppsala, död 4 mars 1977 i Uppsala, var en svensk konstnär.  
Han var son till fil. dr Paul Gerhard Girgensohn och Emma Sophie Lövenstein. Girgensohn antogs som elev vid Konsthögskolan i Stockholm men när terminen började var han förhindrad att utnyttja sin plats vid skolan. Han kom senare att bedriva självstudier inom konsten. Han medverkade i sin första utställning på Liljevalchs vårsalong 1922 och kom därefter att medverka i ett stort antal separat- och samlingsutställningar. Tillsammans med Sven Stålberg ställde han ut i Uppsala studentkårers regi 1929. Hans konst består av porträtt, studier av villebråd, vår- och vintermotiv, månskenslandskap och gamla smedjor, ofta från trakten av Vattholma. En minnesutställning med hans konst visades av Vattholma hembygdsförening 2007.